# Мессьє 93
Мессьє 93 (також відоме як М93 та NGC2447) є розсіяним скупченням в сузір'ї Корми.

## Історія відкриття
Скупчення було відкрито Шарлем Мессьє 20 березня 1781.

## Цікаві характеристики
M93 знаходиться на відстані приблизно 3600 світлових років від Землі. Його передбачуваний вік приблизно 100 мільйонів років. Просторовий радіус скупчення 12 світлових років.

## Спостереження

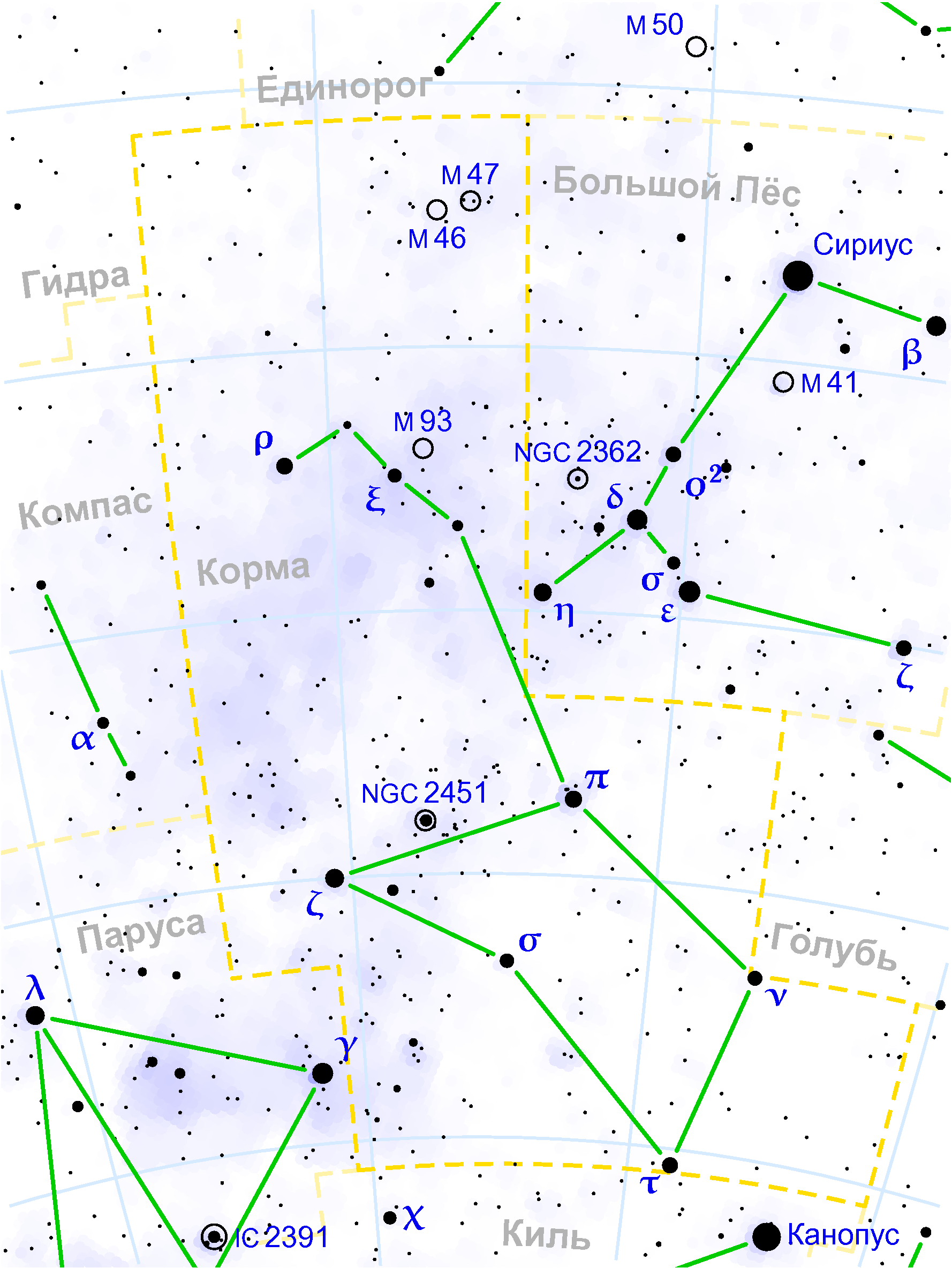
Розсіянескупчення M93 в сузір'ї Корма

## Навігатори
Координати:  07г 44.6м 00с, −23° 52′ 00″